# Neudo Campos
Neudo Ribeiro Campos GOMM (Boa Vista, 1 de setembro de 1946) é um engenheiro e político brasileiro, filiado ao PP.

## Trajetória política
Neudo Campos candidatou-se ao governo de Roraima em 1990 pelo PRN, ficando em quarto lugar. Foi eleito governador em 1994 pelo PTB, sendo o primeiro governador nascido no estado, e reeleito em 1998 pelo PPB. Em 2002, concorreu ao senado pelo PFL, ficando em quarto lugar. Em 2006, elegeu-se deputado federal pelo PP e renunciou ao mandato em 26 de agosto de 2010, durante a campanha eleitoral, para evitar julgamento no Supremo Tribunal Federal relacionado a investigações de corrupção. Nas eleições de 2010, foi candidato a governador pelo PP, obtendo 104.804 votos (47,62%) no primeiro turno e 105.707 votos (49,59%) no segundo turno, mas perdeu para José de Anchieta Júnior (PSDB). Em 2011, o TRE cassou o diploma de José de Anchieta Júnior por propaganda irregular, mas uma liminar do TSE manteve Anchieta no cargo.

## Investigações
Neudo Campos foi investigado na Operação Praga do Egito, deflagrada pela Polícia Federal em 2003, por suspeita de envolvimento em um esquema de contratação de funcionários fantasmas no governo de Roraima. Em 2008, o Tribunal de Contas da União condenou Campos e outro ex-diretor a devolver recursos desviados de obras rodoviárias em Roraima.

## Honrarias
Em 1997, como governador de Roraima, Neudo Campos foi admitido pelo presidente Fernando Henrique Cardoso à Ordem do Mérito Militar no grau de Grande-Oficial especial.